# Lista de membros da Royal Society eleitos em 1970
Lista de Membros da Royal Society eleitos em 1970.

## Fellows
1. Cliff Addison[2]
2. Frank Bonsall
3. Colin Gasking Butler
4. Raymond Casey
5. Sir Cyril Clarke
6. John Flavell Coales
7. Leonard Francis La Cour
8. Alexander Edgar Douglas
9. Colin Eaborn
10. Ian Glynn
11. Sir Francis Graham-Smith
12. John William Heslop-Harrison
13. John Malcolm Hirst
14. Vernon Ingram
15. John Conrad Jaeger
16. John Leonard Jinks
17. Brian David Josephson
18. Oleg Alexander Kerensky
19. Norman Bertram Marshall
20. Mambillikalathil Govind Kumar Menon
21. Ricardo Miledi
22. Jacques Miller
23. Stanley Miles Partridge
24. Sir John Shipley Rowlinson
25. Sir Archibald Edward Russell
26. Robert William Stewart
27. John Bryan Taylor
28. David Tyrrell
29. Eric John Underwood
30. John Paul Wild[3]
31. Charles Gorrie Wynne
32. Vero Copner Wynne-Edwards

## Foreign Members
1. Hendrik Casimir
2. Joachim Hämmerling
3. Arthur Kornberg[4]
4. Eugene Paul Wigner[5]

## Estatuto 12
1. Hugh Percy, 10th Duke of Northumberland